# Nidella repanda
Nidella repanda är en skalbaggsart som beskrevs av Holzschuh 1991. Nidella repanda ingår i släktet Nidella och familjen långhorningar. Inga underarter finns listade i Catalogue of Life.